# Badminton-Senioreneuropameisterschaft 1995
Die Badminton-Senioreneuropameisterschaft 1999 fand vom 25. bis zum 31. August 1999 in Hillerød statt.

## Die Sieger und Platzierten

### Senioren 40+
| Veranstaltung | Gold                            | Silber                           | Bronze                             |
| ------------- | ------------------------------- | -------------------------------- | ---------------------------------- |
| Herreneinzel  | Claus Andersen                  | Tariq Farooq                     | Brian Wallwork                     |
| Herreneinzel  | Claus Andersen                  | Tariq Farooq                     | John Gardner                       |
| Dameneinzel   | Christine Black                 | Lis Rathsach                     | Jackie Fischer                     |
| Dameneinzel   | Christine Black                 | Lis Rathsach                     | Pia Holm                           |
| Herrendoppel  | Jesper Helledie Gert Hansen     | Morten Fredslund Henrik Gundtoft | Erik B. Linneberg Poul B. Pedersen |
| Herrendoppel  | Jesper Helledie Gert Hansen     | Morten Fredslund Henrik Gundtoft | Lars Chemnitz Claus Andersen       |
| Damendoppel   | Mette Mikkelsen Birthe Rathsach | Christine Black Barbara Davidson | Gunnel Bengtsson Anette Börjesson  |
| Damendoppel   | Mette Mikkelsen Birthe Rathsach | Christine Black Barbara Davidson | Rotraud Ehm Monika Regineri        |
| Mixed         | Lars Wengberg Anette Börjesson  | Peter Emptage Pam Dallow         | Ian Harvig Christine Black         |
| Mixed         | Lars Wengberg Anette Börjesson  | Peter Emptage Pam Dallow         | Jesper Helledie Birthe Rathsach    |

### Senioren 45+
| Veranstaltung | Gold                          | Silber                            | Bronze                            |
| ------------- | ----------------------------- | --------------------------------- | --------------------------------- |
| Damendoppel   | Jette Boyer Helle Guldborg    | Kirsten Hansen Vibeke Bechtold    | Barbara Wadsworth Irene Sterlie   |
| Damendoppel   | Jette Boyer Helle Guldborg    | Kirsten Hansen Vibeke Bechtold    | Helga Peeck Christine Krull       |
| Dameneinzel   | Ludmila Ukk                   | Liselotte Wengberg                | Jessy Havelaar                    |
| Dameneinzel   | Ludmila Ukk                   | Liselotte Wengberg                | Monika Regineri                   |
| Herrendoppel  | Horst Lösche Michael Schnaase | Torben E. Sørensen Søren Haldager | Graham Billinghurst Graham Holt   |
| Herrendoppel  | Horst Lösche Michael Schnaase | Torben E. Sørensen Søren Haldager | Rainer Wilhelm Claus-Peter Lienig |
| Herreneinzel  | Michael Schnaase              | Hans Werner Niesner               | Ad Verhoof                        |
| Herreneinzel  | Michael Schnaase              | Hans Werner Niesner               | Svend Larsen                      |
| Mixed         | Henrik Andersen Jette Boyer   | Søren Haldager Helle Guldborg     | Graham Billinghurst Wendy Arscott |
| Mixed         | Henrik Andersen Jette Boyer   | Søren Haldager Helle Guldborg     | Kurt Fals Hanne Gram              |

### Senioren 50+
| Veranstaltung | Gold                            | Silber                           | Bronze                                  |
| ------------- | ------------------------------- | -------------------------------- | --------------------------------------- |
| Herreneinzel  | Poul Erik Thomsen               | Wend-Uwe Boeckh-Behrens          | Harry Shadwick                          |
| Herreneinzel  | Poul Erik Thomsen               | Wend-Uwe Boeckh-Behrens          | Carsten Roug                            |
| Dameneinzel   | Helga Zolnhofer                 | Christel Skibbe                  | Renate Ruhlmann                         |
| Dameneinzel   | Helga Zolnhofer                 | Christel Skibbe                  | Anne-Marie Bagger-Sørensen              |
| Herrendoppel  | Bendt Rose Hans Henrik Svendsen | Torben Hasfeldt Bo Kjaergaard    | Harry Shadwick Peter J. Wood            |
| Herrendoppel  | Bendt Rose Hans Henrik Svendsen | Torben Hasfeldt Bo Kjaergaard    | Klaus Kaagaard Erling Skov              |
| Damendoppel   | Kirsten Jørgensen Ulla Strand   | Kirsten Kjærbye Annette Hoffmann | Heidi Menacher Helga Zolnhofer          |
| Damendoppel   | Kirsten Jørgensen Ulla Strand   | Kirsten Kjærbye Annette Hoffmann | Renate Buhlmann Renate Knötzsch         |
| Mixed         | Leif V. Hansen Ulla Strand      | Horst Lösche Heidi Menacher      | Peter J. Wood Andrew Brenda             |
| Mixed         | Leif V. Hansen Ulla Strand      | Horst Lösche Heidi Menacher      | Wend-Uwe Boeckh-Behrens Helga Zolnhofer |